# Scénariste de jeux vidéo
 (novembre 2019).
Si vous disposez d'ouvrages ou d'articles de référence ou si vous connaissez des sites web de qualité traitant du thème abordé ici, merci de compléter l'article en donnant les références utiles à sa vérifiabilité et en les liant à la section « Notes et références ».
Le scénariste de jeux vidéo fait partie d'une équipe de production. Son rôle est de créer la trame principale de l'histoire, mais aussi de développer la psychologie et l'environnement du jeu.

## Rôle du scénariste
Le scénariste de jeu vidéo doit inventer en tous points les différents personnages du jeu : héros, méchants et même les personnages de second plan. Pour cela, il doit donner des détails psychologiques (ses passions, ce qu'il déteste, ses années d'études…), physiques (couleur de cheveux, âge…) et toutes autres informations permettant de mieux connaître le personnage (nom, nombre de frères et sœurs). Pour créer les personnages, les scénaristes utilisent des archétypes (héros, gardien du seuil, annonciateurs, ombres...) qui donnent déjà certains points sur le personnage.
Le scénariste de jeu vidéo a aussi pour mission de réaliser l'univers du jeu : les lieux, l'histoire… Dans le but d'aider les concepteurs à mieux rentrer dans le monde qu'ils doivent créer. Il doit aussi inventer des religions, des tribus, des légendes… Enfin, des anecdotes typiques et réalistes qui permettraient de rendre le jeu plus vivant.

## Création du scénario
Pour réaliser un scénario complet, le scénariste passe par plusieurs étapes.
Pour faire un scénario qui ne possède pas d'incohérence, le scénariste part d'une vision très générale avant de préciser et affiner ce dernier. À cette étape il s'agit de définir les personnages principaux, créer un monde et une intrigue générale.
Ensuite le scénariste s'occupe d'inventer de nouveaux personnages (méchants, personnages de second plans, etc.) et d'entrer dans les détails de tous les personnages. Même si on n'y pense pas souvent, l'âge ou la taille d'un personnage est très important. Il peut être source de nombreux ressorts du scénario mais peut aussi rendre plus évident les rapports entre vos personnages. Mais il existe plus important : la psychologie. Cette dernière est très importante, car elle permet de connaître son caractère (il n'agira pas de la même façon s'il est calme et posé ou s'il est turbulent), ses amis et son opinion sur ce qui l'entoure.
Symbolisée par une carte du monde, il est fortement conseillé de développer la géographie avant de commencer le scénario. Grâce aux villes déjà placés et aux endroits définis, le scénario ne pourra qu'être plus facile à écrire. Il faut aussi penser à inventer des tribus, leurs cultures et leurs positions géographiques pendant cette étape.
Lors de la création des quêtes, il faut définir clairement ce que le joueur doit faire. C'est une étape très difficile car elle est composée, en plus de la quête principale, de nombreuses petites quêtes qui permettront d'améliorer les équipements et bien d'autres choses. Il ne faut quand même pas s'éloigner de la quête principale ou sinon pendant un très bref délai.
Le scénariste regroupe ensuite les quêtes qui parsèment le jeu afin d'organiser le déroulement de votre histoire. Ce scénario ne doit pas être forcément long, il doit seulement préparer le terrain à la dernière étape : le script.
Enfin la rédaction du script constitue la partie finale du travail. Il décrit tout : les cartes, les actions, les quêtes, les dialogues, les personnages. Il s'agit en fait de coder le script en se servant des autres étapes.